# Mättnadsdykning

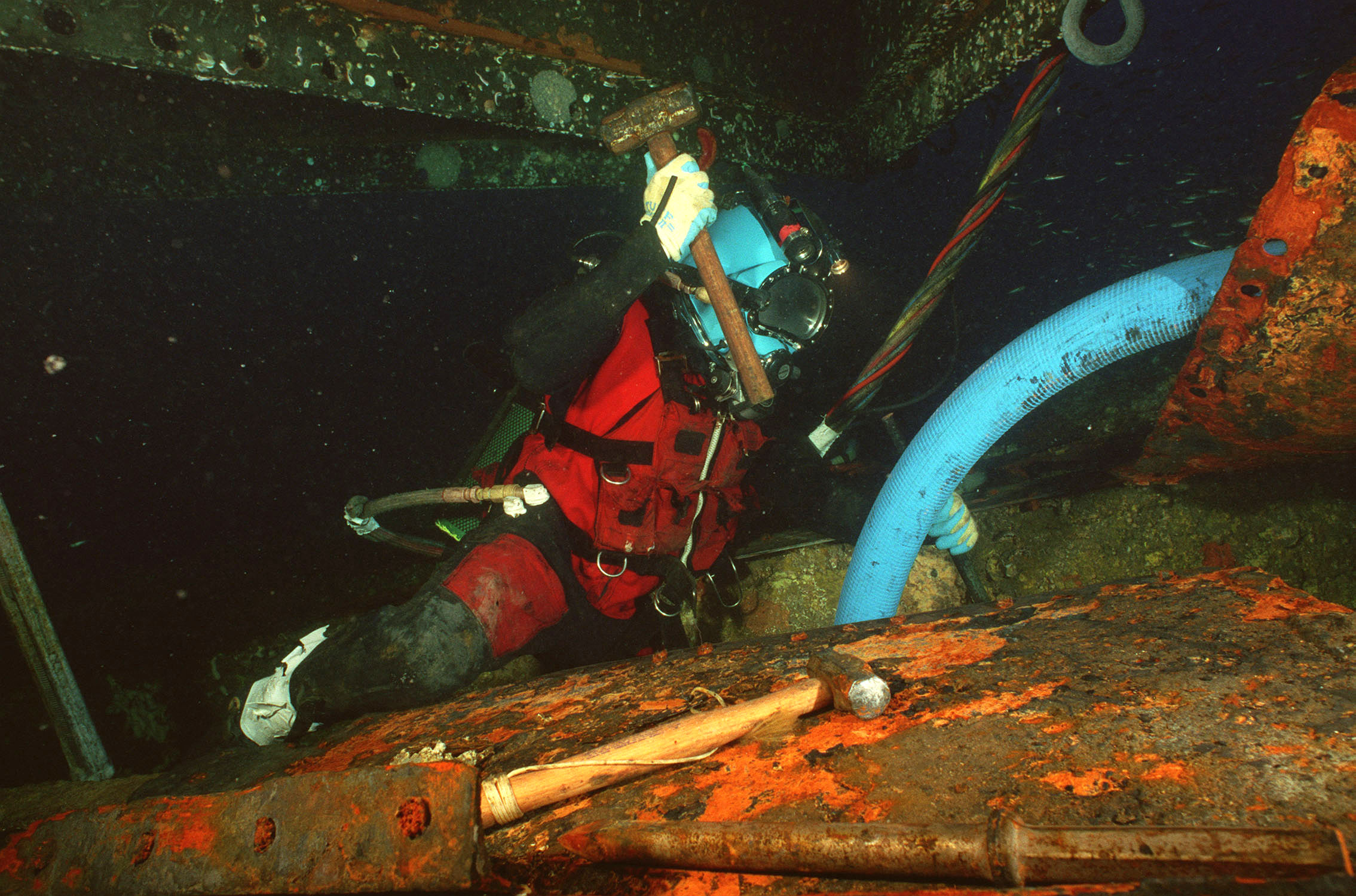
Mättnadsdykare arbetar på vraket av USS Monitor på 70 meters djup.

Mättnadsdykning, dykteknik som används på stora djup med olika gasblandningar, som trimix eller heliox. Innebär att dykaren under lång tid lever under samma tryck som på det djup som dykeriarbetet gäller. Tekniken utvecklades för att kroppens vävnader vid dykning tar upp andningsgasen. Om uppstigningen sker för snabbt frigörs gas och formar små bubblor som snabbt kan bli så stora att de orsakar nervsmärtor eller stopp i blodcirkulationen. Det kallas för dykarsjuka och kan vara dödligt.
För att undvika detta måste uppstigningen ske gradvis, så att kroppen hinner anpassa sig. Men ju djupare man dyker och ju längre tid man är nere, desto mer tid tar det för kroppen att anpassa sig. Ett halvtimmes dyk till 80 meter kräver drygt två timmar dekompression, ett entimmes dyk kräver tio timmar dekompression. Vid mättnadsdykning transporteras dykaren mellan dykdjupet och dykfartyget i en dykarklocka, och sover och äter i en tryckkammare på fartyget. På så vis behövs bara en enda, långsam, anpassning till normalt lufttryck efteråt.